# Bisseuil
Bisseuil ist eine Ortschaft und eine ehemalige französische Gemeinde mit 573 Einwohnern (Stand: 1. Januar 2022) im Département  Marne in der Region Grand Est (bis 2015: Champagne-Ardenne).
Mit Wirkung vom 1. Januar 2016 wurden die bisherigen Gemeinden Ay, Bisseuil und Mareuil-sur-Ay zu einer Commune nouvelle mit dem Namen Aÿ-Champagne zusammengeschlossen und verfügen in der neuen Gemeinde über den Status einer Commune déléguée. Der Verwaltungssitz befindet sich im Ort Ay.

## Lage
Nachbarorte von Bisseuil sind Avenay-Val-d’Or im Nordwesten, Fontaine-sur-Ay im Norden, Tauxières-Mutry im Nordosten, Tours-sur-Marne im Osten, Plivot im Süden und Mareuil-sur-Ay im Westen.

## Bevölkerungsentwicklung
| Jahr      | 1962 | 1968 | 1975 | 1982 | 1990 | 1999 | 2008 | 2015 |
| --------- | ---- | ---- | ---- | ---- | ---- | ---- | ---- | ---- |
| Einwohner | 375  | 380  | 475  | 520  | 663  | 631  | 648  | 639  |

## Sehenswürdigkeiten
- Kirche Saint-Hélain, Monument historique seit 1924

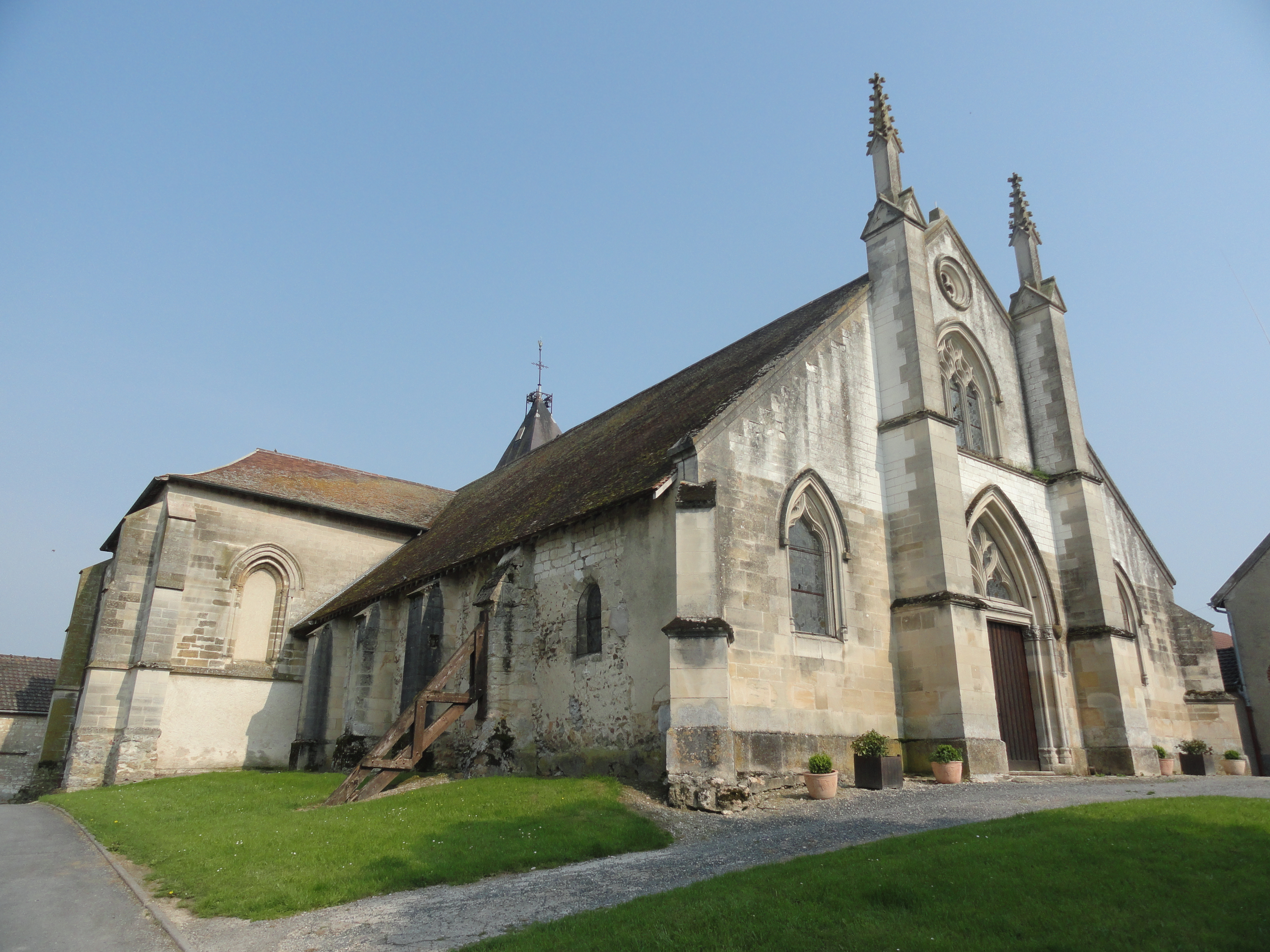
Kirche Saint-Hélain